# 10313 Vanessa-Mae
10313 Vanessa-Mae là một tiểu hành tinh bay quanh Mặt Trời. Nó được đặt theo tên Singaporean-British musician Vanessa-Mae.